# Османие
Османие́ (тур. Osmaniye) — небольшой город в исторической области Киликия, центр турецкой провинции Османие. Общее население города Османие и района Османие — 154,000. Площадь — 974 км².
Географические координаты — 37°05′ с. ш. 36°15′ в. д..

## История
Город и прилегающая территория располагаются в важном историческом районе Ближнего Востока. Много различных народов и цивилизаций оставили след в культуре города: хетты, персы, римляне, греки, армяне, курды, арабы, турки.
Исламское присутствие в области было сначала установлено Харуном Ал-Рашидом, султаном Аббасидского халифата. В XI веке город часто переходил из рук в руки.
После битвы при Манцикерте в 1071 году район Османие взят турками, почти на 20 лет византийцы выбиты отсюда. В начале XII века район был возвращен во владение Византии, вплоть до 1204, до 4-го крестового похода и разграбления Константинополя. Затем город принадлежал Киликийской Армении. В XVI веке покорён османами.
Во второй половине XIX века получил своё современное название — Османие.
6 февраля 2023 года, в результате мощного землетрясения, в провинции погиб 991 человек.